# Mohamed Aboutrika
Mohamed Aboutrika (àrab: محمد أبو تريكة, Muḥammad Abū Trīka) (Guiza, Egipte, 7 de novembre de 1978) és un exfutbolista egipci. Es va formar a les categories inferiors del Tersana Sporting Club i, posteriorment, va jugar a l'Al-Ahly SC, on va desenvolupar gran part de la seua carrera. També va ser un jugador destacat de la selecció egipcia, tot i que no va poder jugar mai un mundial.

## La tragèdia de Port Saïd
Malgrat anunciar la seua retirada després de la tragèdia de Port Saïd, Aboutrika, va tornar a l'equip per jugar la Lliga de Campions africana. Posteriorment, també seria seleccionat, novament, per Bob Bradley per jugar amb la seua selecció.